# Ios (insulă)
Ios (în greacă: Ίος) este o insulă grecească care aparține arhipelagului Ciclade din Marea Egee. Este o insulă muntoasă cu țărm stâncos în cele mai multe părți, situată la jumătatea distanței dintre Naxos și Santorini. Are o  lungime este de circa 18 km  și o lățime la 10 km, cu o suprafață de aproximativ 109 kilometri pătrați. Populația număra 2024 de locuitori în 2011 (în scădere față de 3500 locuitori în secolul al XIX-lea).